# Сражение при Диршау

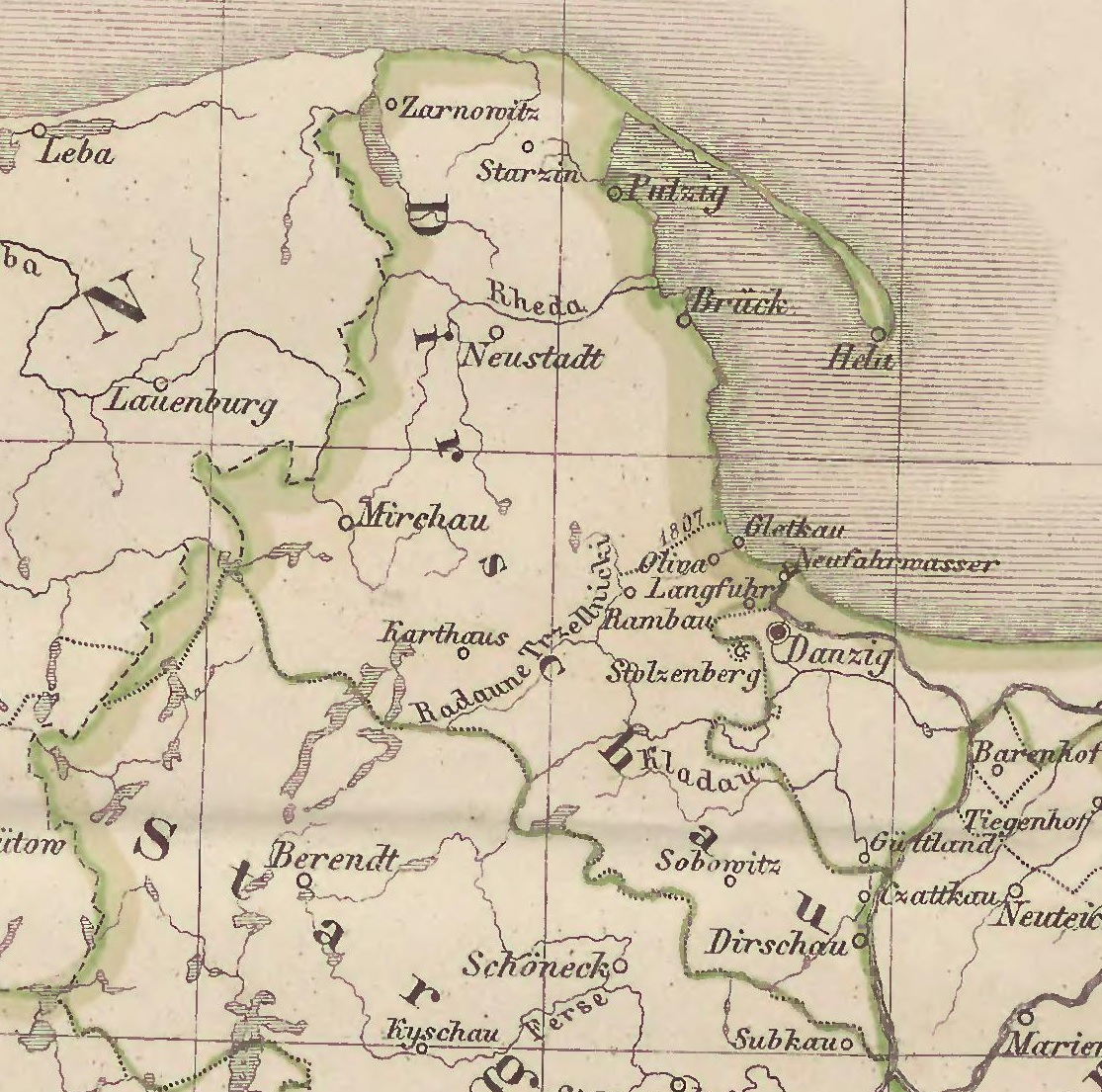
Район сражения

Сражение при Диршау (швед. Slaget vid Dirschau) или Сражение при Тчеве — одно из сражений Польско-шведской войны (1600-29), произошедшее 17-18 августа 1627 года. Польские войска под командованием полевого гетмана Станислава Конецпольского сразились с войсками шведского короля Густава-Адольфа. Ни одна из сторон не смогла одержать победу. Густав-Адольф был ранен в сражении. Боевые действия в Пруссии в этом году завершились тупиком и возобновились только в 1628 году.

## Военная ситуация
Летом 1626 года шведы вторглись в Померанию и Прусское герцогство. В октябре польские войска в регионе были усилены армией полевого гетмана Станислава Конецпольского, перебазированной с юго-восточной границы Речи Посполитой, и он смог замедлить наступление шведов и вернуть себе часть территорий, победив в апреле 1627 года в битве при Хаммерштейне (также известной как битва при Чарне). В мае шведский король Густав-Адольф усилил свои войска и начал новое наступление в Померании, решив добраться до Данцига. Летом Конецпольский, имевший около 7 800 человек, решил дать сражение противнику, чтобы не допустить захвата Данцига.
Противники столкнулись у Диршау (совр. Тчев). Шведы собрались южнее Диршау, поляки — к северу от него. Густав-Адольф планировал спровоцировать поляков прорваться по дамбам через болото Мотлау и разбить их артиллерийским и пехотным огнем. Во время рекогносцировки перед сражением Густав-Адольф попал в польскую засаду и едва спасся бегством.

## Ход сражения
Сражение началось около полудня 17 августа атакой шведской кавалерии, которая отбросила польские войска. Конецпольский ответил контратакой, и шведы отступили в лагерь. Однако Конецпольский не стал атаковать лагерь и начал отводить войска через дамбу в свой лагерь. Шведы контратаковали отступающих поляков и разбили польскую кавалерию, потерявшую около 300 человек. Лошадь Комецпольского была ранена и захвачена шведами, что заставило их подозревать, что польский командующий погиб. Польской пехоте к концу дня всё же удалось остановить контратаку шведов.
Утром 18 августа шведы начали обстрел польских позиций, и их артиллерийское превосходство привело к постепенному отступлению польских войск с передовых позиций у деревни Рокитткен. Польская армия вернулась в свой лагерь, но и там оказалась под артиллерийским огнем противника. Густав-Адольф, решивший еще раз провести рекогносцировку, был обстрелян и ранен поляками в шею и руку. Без своего главнокомандующего шведы не решились продолжать сражение.
Несмотря на то что первый день сражения завершился победой шведов, поляки помешали им добиться своей цели и удержали от дальнейшего продвижения. Выигранное время позволило Данцигу завершить к весне 1628 года строительство укреплений.